# Ramiro Martins
Ramiro Martins (nascido em 25 de setembro de 1941, em Pontével) é um ex-ciclista profissional português. Competiu nos Jogos Olímpicos de Verão de 1960.